# Agrothereutes pumilus
Agrothereutes pumilus är en stekelart som först beskrevs av Joseph Kriechbaumer 1899.  Agrothereutes pumilus ingår i släktet Agrothereutes och familjen brokparasitsteklar. Utöver nominatformen finns också underarten A. p. meridionator.